# Бурая шерстистая обезьяна
Бурая шерстистая обезьяна, или шерстистая обезьяна Гумбольдта, или золотистохвостая шерстистая обезьяна (лат. Lagothrix lagotricha) — примат семейства паукообразных обезьян.

## Описание
Шерстистые обезьяны Гумбольдта крупные приматы, одни из крупнейших обезьян Нового Света. Самцы обычно тяжелее самок и имеют более крупные клыки. В неволе могут достигать веса более 10 кг, однако обычно весят от 3 до 10 кг. Длина тела составляет от 5,8 до 68,6 см, длина хвоста от 60 до 72 см. Шерсть короткая, густая, в основном состоит из подшёрстка. Пожилые особи имеют более длинную шерсть на тыльной поверхности конечностей и на нижней части брюха. Расцветка шерсти может быть различной. Верхняя часть тела тёмно-коричневая, светло-коричневая, тёмно-серая, светло-серая, красно-коричневая или оливковая. У некоторых особей голова и конечности более тёмные, у других расцветка равномерная. Часто нижняя часть тела более светлая, чем верхняя. Детёныши рождаются соломенного-жёлтые. Голова круглая, массивная, лицо чёрное, безволосое. Уши небольшие, хвост длинный, хватательного типа.

## Распространение
Встречаются в тропических лесах Южной Америки, включая нижнее течение реки Магдалена в Колумбии, бассейн верхней части бассейна Амазонки в Колумбии, Эквадоре, Перу, Боливии, в Бразилии к западу от Риу-Негру. Также в восточных предгорьях Анд на высоте до 3000 метров.

## Поведение
Дневные животные, живущие на деревьях, однако довольно часто спускаются на землю. Образуют группы от 10 до 70 особей. Крупные группы состоят из нескольких семей, которые могут кормиться и перемещаться по отдельности, но сбиваются вместе на ночлег. Самцы для устрашения соперника трясут ветви деревьев, испражняются и издают громкие звуки. Практикуют груминг. Из членов группы чаще всего получают груминг взрослые самцы. Самкам чаще чистят шерсть их дочери. Развита система звуков. Территория группы составляет от 4 до 11 км2. На земле передвигаются на четырёх конечностях, хотя могут также ходить и на задних лапах.

## Рацион
Рацион включает в основном фрукты, а также листья, семена и некоторые насекомые. Листья составляют около 20 % рациона. Семена включаются в рацион преимущественно в сезон дождей, когда наблюдается недостаток фруктов. В июле едят больше насекомых. Наблюдались случаи охоты на воробьёв при содержании в неволе.

## Размножение
Эстральный цикл длится от 12 до 49 дней, сама течка длится от 3 до 4 дней. Половой зрелости достигают в возрасте 6—8 лет для самок и 5 лет для самцов. Спаривание происходит в среднем каждые 6—11 дней и случается когда самка даёт сигнал самцу о готовности к контакту. Беременность продолжается около 225 дней, в помёте обычно один детёныш. Чаще всего роды проходят в конце сухого или начале влажного сезона. Вес новорождённого детёныша составляет 140 грамм. До годовалого возраста молодняк питается молоком матери. Приносят приплод каждые два года. Детёныши путешествуют вцепившись в мать, сначала на брюхе, а через шесть недель после родов на спине. Становятся независимыми от матери в возрасте пяти месяцев.

## Статус популяции
Местные племена используют этих приматов в пищу, что уже привело к их уничтожению в некоторых районах. Другая угроза популяции — уничтожение привычной среды обитания. Международный союз охраны природы присвоил этому виду охранный статус «уязвимый» (англ. Vulnerable).